# Antonio Ferrante Gonzaga
Antonio Ferrante Gonzaga (* 9. Dezember 1687 in Guastalla; † 16. April 1729 ebenda) war Herzog von Guastalla sowie Fürst von Sabbioneta und Bozzolo.

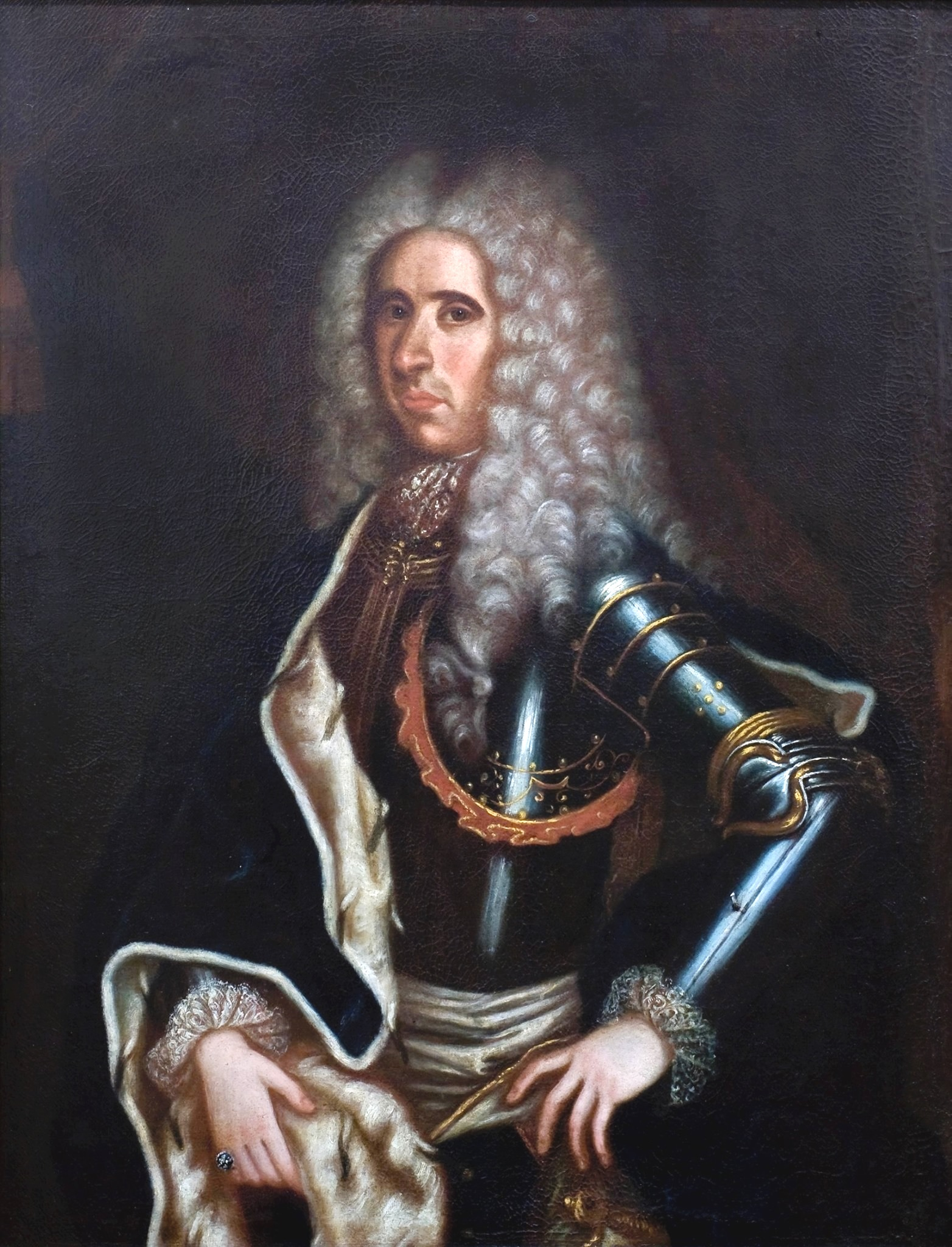
Antonio Ferrante Gonzaga

## Leben
Antonio Ferrante war ein Sohn des Herzogs Vincenzo Gonzaga von Guastalla aus dessen zweiter Ehe mit Maria Vittoria Gonzaga (1659–1707), Tochter des Herzogs Ferrante III. von Guastalla.
Er war in erster Ehe mit Margherita Cesarini verheiratet, in zweiter Ehe seit dem 29. Juli 1727 in Darmstadt mit Theodora (* 6. Februar 1706; † 23. Januar 1784), Tochter des Landgrafen Philipp von Hessen-Darmstadt. Die Ehen blieben kinderlos.
Nach Antonio Ferrantes Tod, der bei einem Feuer verbrannte, ging das Herzogtum an seinen Bruder Giuseppe Gonzaga über.